# Richard Macdonald (Filmarchitekt)
Richard Macdonald, auch Richard MacDonald, (* 1. Juni 1919 in Yeovil, Somerset, England; † 29. Mai 1993 in Los Angeles, Kalifornien, Vereinigte Staaten) war ein britischer Filmarchitekt.

## Leben
Macdonald erhielt ab 1939 seine künstlerische Ausbildung am Royal College of Art und wurde wenig später zum Kriegsdienst eingezogen. 1946 beendete er seine Studien und begann seinem älteren und erfahreneren Filmarchitekten-Kollegen Edward Carrick zu assistieren. Anschließend betätigte sich McDonald als Lehrer und unterrichtete Malerei am Leeds College und an der Camberwell School of Arts and Crafts in London. 
Entscheidend sollte sich sein Kontakt zu dem vor McCarthys Hexenjägern aus den USA nach Großbritannien geflüchteten US-Regisseur Joseph Losey erweisen. Seit dessen Ankunft in London arbeitete Macdonald ab Spätherbst 1953 Loseys frühen britischen Filmen („Die Bestie erwacht“, „Dämon Weib“, „Die tödliche Falle“, „Die Spur führt ins Nichts“, „Sie sind verdammt“) als Zeichner und Ausstattungsberater zu. Zeitgleich war Macdonald gestalterisch auch in der Werbung aktiv. Bei Loseys französisch-italienischer Produktion „Eva“ begann Macdonald 1961 erstmals als Chefarchitekt Filmbauten zu entwerfen. Die Kooperation mit Joseph Losey hielt bis zum Ende der 1970er Jahre an. Für Losey gestaltete Macdonald „gepflegte Räume und zwischenmenschlich kalte Welten sowohl des britischen Bildungsbürgertums als auch des klassenbewußten Landadels“.
Seit Beginn der 70er Jahre war Richard Macdonald auch in Hollywood ein gefragter Szenenbildner. Dort kreierte er die Dekorationen zu einigen teils prätentiösen, teils ambitionierten A-Filmen, vor allem für die Regisseure Norman Jewison, John Schlesinger und Ken Russell. “Für Russell entwarf McDonald die klaustrophobisch-halluzinatorischen Szenarien einer Achterbahnfahrt durch das eigene Unterbewusstsein („Der Höllentrip“) und die schummrige Seite eines Doppellebens zwischen Bürgerlichkeit und Rotlichtmilieu („China Blue bei Tag und Nacht“). Seine letzten drei Arbeiten, durchgehend teuer produzierte A-Filme, belegen McDonalds Vielfalt. Nach der von grauem Einheitssozialismus und staubig-verrauchten Denkerstuben geprägten Spionagegeschichte „Das Rußland-Haus“ designte Richard McDonald anschließend die morbide Dekadenz eines schaurig-schönen Gruselpalastes für die „Addams Family“, während er bei seiner letzten Arbeit, der Adaption von John Grishams Erfolgsthriller „Die Firma“, die Welt der alerten Aufsteiger-Yuppies nachzeichnete.”
Macdonald hat auch als Maler gearbeitet, seine Werke wurde in Londoner Galerien ausgestellt.
Macdonald war mit der Kostümdesignerin Ruth Myers verheiratet. Sie arbeiteten an mehreren Filmen zusammen.

## Filme
nur als Chefarchitekt (komplett)
| - 1962: Eva (Eva) - 1963: Der Diener (The Servant) - 1964: King and Country – Für König und Vaterland (King and Country) - 1965: Modesty Blaise – Die tödliche Lady (Modesty Blaise) - 1967: Die Herrin von Thornhill (Far From the Madding Crowd) - 1968: Die Brandung (Boom) - 1968: Die Frau aus dem Nichts (Secret Ceremony) - 1970: Bloomfield (Bloomfield) - 1970: Trau keinem Hausfreund (A Severed Head) - 1971: Das Mädchen und der Mörder (L’assassinat de Trotsky) - 1972: Jesus Christ Superstar - 1974: Der Tag der Heuschrecke (Day of the Locust) - 1975: Galileo - 1975: Die romantische Engländerin (The Romantic Englishwoman) - 1975: Der Marathon-Mann (Marathon Man) - 1976: Exorzist II – Der Ketzer (Exorcist II: The Heretic) - 1977: F.I.S.T. – Ein Mann geht seinen Weg (F.I.S.T.) | - 1979: Don Giovanni - 1979: The Rose (The Rose) - 1979: … und Gerechtigkeit für alle (…And Justice for All) - 1980: Der Höllentrip (Altered States) - 1981: Straße der Ölsardinen (Cannery Row) - 1982: Das Böse kommt auf leisen Sohlen (Something Wicked This Way Comes) - 1983: Supergirl (Supergirl) - 1983: China Blue bei Tag und Nacht (Crimes of Passion) - 1984: Electric Dreams (Electric Dreams) - 1984: Die Aufsässigen (Teachers) - 1985: Eine demanzipierte Frau (Plenty) - 1985: Space Camp - 1987: Der Prinz aus Zamunda (Coming to America) - 1989: Das Rußland-Haus (The Russia House) - 1990: Jennifer 8 - 1991: Addams Family (The Addams Family) - 1993: Die Firma (The Firm) |